# Drapeau de la Force de défense australienne
L'Australian Defence Force Ensign est un drapeau de l'Australie qui représente les trois forces de défense australiennes.
La conception a été formellement reconnu par le Gouvernement d'Australie avec l'amendement du Flags Act 1953 du 14 avril 2000.
La marine et armée de l'air aussi ont leur étendard individuel. L'Australian Army était historiquement utilisé le drapeau de l'Australie. Le Defence Ensign est supposé être utilisé en cas d'exercices conjoints. Il est fait de trois bandes verticales: bleu marine pour la marine, rouge pour l'armée de terre, bleu ciel pour l'aviation. Au centre l'emblème est une ancre, croisées avec des épées et un aigle déployé combiné en-dessus par un boomerang et en-dessou l'étoile du Commonwealth. Le drapeau est similaire à celui des Forces armées britanniques du ministère de la Défense, utilisé la première fois en 1956, et est une palette de couleurs courantes des territoires alignés par des membres du Commonwealth.
Les drapeaux de rang de l'état-major avec les commandements des services interarmées, tels que le Commandant en chef des Forces armées et le Ministre de la Défense, sont dérivés du Defence Force Ensign.